# بوچن دوورسکی
بوچن دوورسکی (به لهستانی:  Buczyn Dworski) یک روستا در لهستان است که در گمینا کوسوف لاتسکی واقع شده‌است.